# Lyndonville
Lyndonville és una població dels Estats Units a l'estat de Nova York. Segons el cens del 2000 tenia 862 habitants.

## Demografia
Segons el cens del 2000, Lyndonville tenia 862 habitants, 325 habitatges, i 228 famílies. La densitat de població era de 326,3 habitants/km².
Dels 325 habitatges en un 37,5% hi vivien nens de menys de 18 anys, en un 52% hi vivien parelles casades, en un 10,2% dones solteres, i en un 29,8% no eren unitats familiars. En el 25,2% dels habitatges hi vivien persones soles el 15,1% de les quals corresponia a persones de 65 anys o més que vivien soles. El nombre mitjà de persones vivint en cada habitatge era de 2,65 i el nombre mitjà de persones que vivien en cada família era de 3,12.
Per edats la població es repartia de la següent manera: un 29,4% tenia menys de 18 anys, un 8,9% entre 18 i 24, un 25,9% entre 25 i 44, un 21,3% de 45 a 60 i un 14,5% 65 anys o més.
L'edat mediana era de 36 anys. Per cada 100 dones de 18 o més anys hi havia 90,3 homes.
La renda mediana per habitatge era de 40.179 $ i la renda mediana per família de 45.500 $. Els homes tenien una renda mediana de 35.769 $ mentre que les dones 19.464 $. La renda per capita de la població era de 16.357 $. Entorn del 5,9% de les famílies i el 9,3% de la població estaven per davall del llindar de pobresa.